# باولا سيلينج
بولا سيليج  (بالرومانية: Paula Seling)‏ مواليد 25 ديسمبر 1978، هي مغنية رومانية بدأت مسيرتها الفنية عام 1995. وهي أيضا كاتبة غنائية وموسيقية ومغنية مؤلفة ومنتجة أسطوانات وملحنة وفنانة ترفيهية.

## وصلات خارجية
- باولا سيلينج على موقع IMDb (الإنجليزية)
- باولا سيلينج على موقع ميوزك برينز (الإنجليزية)
- باولا سيلينج على موقع أول ميوزيك (الإنجليزية)
- باولا سيلينج على موقع ديسكوغز (الإنجليزية)

- الموقع الإلكتروني